# Дубова (Свидњик)
Дубова (слч. Dubová) насељено је мјесто са административним статусом сеоске општине (слч. obec) у округу Свидњик, у Прешовском крају, Словачка Република.

## Становништво
| Година:    | 1994. | 2004.   | 2014.   | 2024.    |
| ---------- | ----- | ------- | ------- | -------- |
| Број људи: | 240   | 227     | 223     | 195      |
| Разлика:   |       | -5,41 % | -1,76 % | -12,55 % |

| Година:    | 2023. | 2024.  |
| ---------- | ----- | ------ |
| Број људи: | 200   | 195    |
| Разлика:   |       | -2,5 % |

Према подацима о броју становника из 2024. године насеље је имало 195 становника.